# Klaus Thymann
Klaus Thymann (* 1974 in Kopenhagen) ist ein dänischer Fotograf, Entdecker, Journalist, Dokumentarfilmer und Wissenschaftler, der in London lebt. Er ist dafür bekannt eine einzigartige Perspektive zu entwickeln, in dem er seine verschiedensten Fähigkeiten in seiner Arbeit kombiniert. Diese beinhalten Journalismus, Bildgenerirung, mapping und Erforschung mit dem Ziel aktuelle Probleme zu dokumentieren und Aktion in der Klimakrise voranzutreiben. Thymann erstellt Reportagen über Umweltkrisen in der ganzen Welt, die unter anderem von BBC, National Geographic, The Guardian, New Scientist gezeigt wurden. 2013 erhielt er den Sony World Photography Award und war 1996 der jüngste Gewinner des Scandinavian Kodak Gold Award.

## Frühes Leben und Bildung
Thymann wurde 1974 in Kopenhagen, Dänemark, geboren. 1988 begann er mit nur 14 Jahren seine Karriere als Fotograf, indem er Touristen für die Kanaltouren in Kopenhagen ablichtete. Danach arbeitete er als Fotograf und Autor für mehrere dänische Herausgeber. Er besuchte die Marie Kruses Skole in Farum, Dänemark, und machte 1993 seinen Abschluss. 1996 erhielt Thymann den Scandinavian Kodak Gold Award. Er absolvierte 2015 seinen Bachelor in Environmental studies an der The Open University (UK).

## Karriere
Thymann startete seine professionelle Karriere im Jahr 1997, als er das Magazin Virus mitgründete. Das Magazin veröffentlichte den ersten Beitrag über ECHELON, ein Überwachungsprogramm der Vereinigten Staaten. Der Beitrag eröffnete die Möglichkeit für eine Untersuchung durch ein Komitee des Europäischen Parlaments in den Jahren 2000 und 2001. Ein Bericht über die Untersuchung folgte 2001.
1999 arbeitete Thymann mit der dänischen Alternative Rockband Kashmir, um ein Musikvideo für die Songs in ihrem Album The Good Life zu verfilmen. Er erhielt den 2000 Danish Music Award in der Kategorie Danish Music Video of the Year für das Musikvideo zu „Mom in Love & Daddy in Space“.
Seit den frühen 2000er Jahren hat Klaus Thymann mehrere Expeditionen und Fotografieprojekte auf der ganzen Welt angeführt. Seine Expeditionen haben ihn auf Bergspitzen, zu Gletschern und Unterwasser geführt. In seiner Arbeit zeigt Thymann ein starkes Interesse für das Erforschen und Kartieren – sowohl im wahren Sinne des Wortes als auch im konzeptuellen Sinne. Er hat den einzigen Tauchgang im klarsten See der Welt, in Neuseeland, durchgeführt, Tourismus im Irak dokumentiert, Parkour im Gazastreifen gefilmt, den Umzug des ganzen Ortes Kiruna in der Arktis Schwedens begleitet und die Gletscher in Uganda und dem Kongo mit neuen Trekking Routen erweitert. Er startet fortlaufend Expeditionen und hat Teams auf Berge auf sechs Kontinenten geführt mit Gipfel über 6300 m.
2008 gründete er die gemeinnützige Organisation Project Pressure – Visualizing the Climate Crisis. Die Organisation nutzt Kunst, um Aktion und Verhaltensänderung in der Klimakrise zu inspirieren. Durch Project Pressure kollaborierte er mit weltbekannten Künstlern, um provokative Werke zu erstellen und auszustellen.
Thymanns Kunstwerke wurden im Designmuseum Danmark, Horniman Museum London, Institute of Contemporary Arts London, Naturhistorischem Museum in Wien, Museum of Climate Change Hong Kong und Moderna Museet Stockholm ausgestellt und befinden sich in der permanenten Kollektion im San Francisco Museum of Modern Art. Thymann ist ein Hasselblad Ambassador und war zeitweise Mitglied der Boards in Organisationen wie The Design and Artists Copyright Society, UNICEF, Extinction Rebellion und dem Internationalen roten Kreuz. Seine gemeinnützige Arbeit wurde durch die Königin von Dänemark, Arts Council England, Danish Arts Foundation und das Schweizer Bundesamt für Umwelt unterstützt. Thymann hat außerdem Gastvorträge an der University of Oxford, The Photographers' Gallery, Central Saint Martins College of Art and Design und University of the Arts London gehalten.